# Apodanthera latipetala
Apodanthera latipetala är en gurkväxtart som beskrevs av Mart. Crov. Apodanthera latipetala ingår i släktet Apodanthera och familjen gurkväxter. Inga underarter finns listade i Catalogue of Life.